# Wiesenburger Weg
Der Wiesenburger Weg ist ein im 19. Jahrhundert im damaligen Dorf Marzahn entstandener Verkehrsweg, der in den 1970er Jahren auf sein westliches Teilstück verkürzt und seine Führung verändert wurde. Hier befindet sich der 1908 für die Stadt Berlin angelegte Armenfriedhof (heute: Städtischer Friedhof Marzahn bzw. Parkfriedhof Marzahn).

## Geschichte
Bis in die 1920er Jahre hieß die Straße, die in West-Ost-Richtung verlief, Bahnhofstraße und Am Bahnhof nach der Verkehrsanbindung des Dorfes. Am 11. Mai 1938 erhielt sie den neuen Namen Wiesenburger Weg, der nach der Gemeinde Wiesenburg/Mark im damaligen Gau Brandenburg benannt wurde. Die Straße besaß eine direkte Anbindung an den Dorfkern von Marzahn.
Nachdem in den 1970er Jahren der Ost-Berliner Magistrat die Errichtung eines völlig neuen Stadtteils auf den früheren landwirtschaftlichen Flächen um Marzahn beschlossen hatte, musste zunächst die mitten durch das Dorf führende Hauptstraße verlegt werden, es entstand eine neue nordwärts am alten Dorfkern vorbeiführende Fernverkehrsstraße, die Landsberger Allee. Für diese Neutrassierung wurde der östliche Bereich des Wiesenburger Wegs abgetrennt. Teile davon gingen später in der Marzahner Promenade und der Franz-Stenzer-Straße auf.

## Lage und Verkehrsanbindung
Die Straße verläuft seit der Fertigstellung des ersten Wohngebiets Marzahn I von der Boxberger Straße in West-Ost-Richtung bis an den Bahndamm, dann knickt sie nach Süden ab. Dort mündet sie in die Georg-Knorr-Straße bzw. setzt sich unter den Marzahner Brücken als Dahmeweg fort. Die Straße kann vom S-Bahnhof Marzahn in wenigen Gehminuten erreicht werden.

## Der Marzahner Friedhof am Wiesenburger Weg

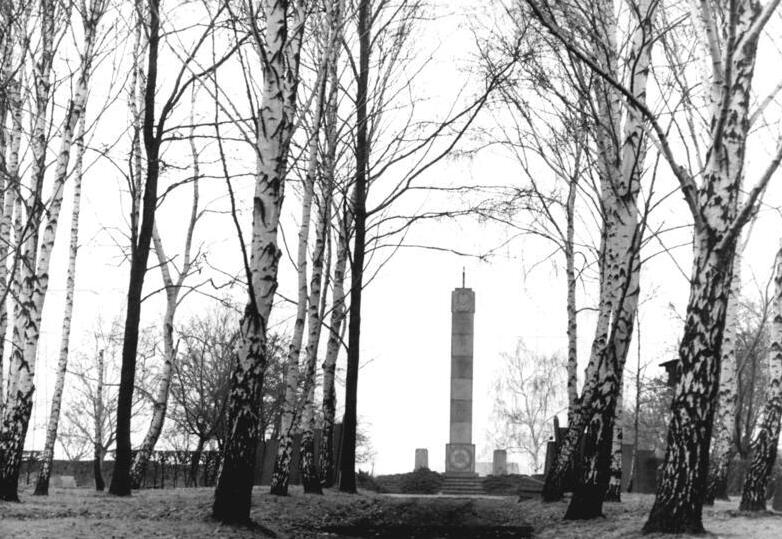
Das sowjetische Ehrenmal auf dem Friedhof Wiesenburger Weg, 1985

Das Friedhofsgelände (Haupteingang: Wiesenburger Weg 10) ist rund 23 Hektar groß und wird begrenzt von der Otto-Rosenberg-Straße im Norden, der Boxberger Straße im Westen, dem Bahndamm der S-Bahn und der Regionalbahn sowie dem Wiesenburger Weg im Süden. Er wurde nach den Ideen der Gartengestalter am Ende des 19. Jahrhunderts als Parkanlage gestaltet. Die ersten Begräbnisse fanden hier 1908 statt, später kamen Mahn- und Gedenkstätten hinzu wie ein Kriegerdenkmal, nach dem Zweiten Weltkrieg auch ein Ehrengrab für die an der Lichtenberger Blutmauer in der Möllendorffstraße erschossenen Matrosen Fritz und Albert Gast sowie Stelen und Obelisken für gefallene Sowjetsoldaten, 46 Widerstandskämpfer, 400 Zwangsarbeitern und 3330 Opfer der Luftangriffe auf Berlin in den Jahren 1944 und 1945.